# Абу Абдуррахман ас-Сулями ан-Найсабури
Абу́ Абдуррахма́н Муха́ммад ибн аль-Хусе́йн ас-Сулями́ (араб. أبو عبد الرحمن السلمي‎; после 937, Нишапур — 1021, Нишапур) — исламский богослов, автор книг по суфизму и толкованию Корана.

## Биография
Его полное имя: Абу Абдуррахман Мухаммад ибн аль-Хусейн аль-Азди ас-Сулями ан-Найсабури. Родился в Нишапуре в 937 году или 942, умер там же в 1021 году. Его отец принадлежал к племени Азд, а мать из племени Сулайм. После того, как отец ас-Сулями уехал жить в Мекку, обязанность по обучению мальчика была возложена на его деда по материнской линии Абу Амра Исмаила ибн Нуджайда (ум. 976), который был учеником Абу Усмана аль-Хири (ум. 910). Аль-Хири был правоведом шафиитского мазхаба, занимался изучение хадисов пророка Мухаммеда и вёл аскетичный образ жизни.
Ас-Сулями получил право наставничества (иджаза) от ханафитского правоведа Абу Сахла ас-Сулюки (909—980), а через некоторое время (после 951) суфийский плащ (хирка) от шафиита Абуль-Касима ан-Насрабади (ум. 977), который за десять лет до этого в Багдаде получил хирку от Абу Бакра аш-Шибли.
Для изучения хадисов ас-Сулями много путешествовал по Хорасану и Ираку. В течение длительных периодов времени находился в Мерве и Багдаде. Несколько раз посещал Хиджаз, но, видимо, никогда не был в Сирии и Египте. В 976 году он совершил паломничество в Мекку вместе с ан-Насрабади, который вскоре умер.
В 978 году вернулся в Нишапур и узнал, что его дед Исмаил ибн Нуджайд умер, оставив ему обширную библиотеку. Эта библиотека стала центром небольшого суфийского «домика» (дувайра). Там он провёл оставшиеся сорок лет своей жизни, вероятно, несколько раз за это время посетив Багдад. К концу жизни он стал очень уважаемым в Хорасане шафиитским правоведом и автором пособий по суфизму.

## Труды
Ас-Сулями написал большое количество книг по суфизму и толкованию Корана. Его биограф Мухаммад аль-Кашшаб (991—1064) составил длинный список его произведений, включавший более ста наименований книг, написанных им в течение пятидесяти лет с 971 года. Сохранилось около тридцати его рукописей, многие из которых появились в печати.
Все его труды можно разделить на три основные категории:
- биографии суфиев;
- суфийские толкования Корана;
- трактаты по суфийским традициям и обычаям[2].

Основная работа Абу Абдуррахман ас-Сулями — Тарих ас-суфийя (Табакат ас-суфийя), в которой перечисляются биографии большого количества суфиев и их высказываний, собранные из других источников. Этот труд, вероятно, представляет собой расширенную версию версия книги Тарих Ибн Шадана ар-Рази (ум. 986).
Труды ас-Сулями о суфийских традициях и обычаях, которые часто называют Сунан ас-суфийя, не сохранились до наших дней. Выдержки из этих трудов собраны в работах Абу Бакра аль-Байхаки (ум. 1066). Судя по этим выдержкам, Сунан ас-Сулями представлял собой различные мелкие трактаты по суфийским практикам.
Главная его работа по толкованию Корана — Хакаик ат-тафсир (араб. حقائق التفسير‎). Этот объёмный труд ещё не издан в полном объёме, хотя выдержки из неё были опубликованы Массиньоном и Нвией. Через некоторое время после завершения Хакаик ат-тафсира (после 980 года), ас-Сулями написал тафсир под названием Зиядат хакаик ат-тафсир (араб. زيادات حقائق التفسير‎). Значительная часть обоих комментариев Корана была объединена в книге Араис аль-баян фи хакаик ат-тафсир Абу Мухаммада Рузбихана аль-Бакли (ум. 1209).